# 雷氏擬鮗
雷氏擬鮗，為鱸形目鱸亞目擬雀鯛科的其中一種，分布於太平洋馬里亞那群島、馬紹爾群島、加羅林群島至皮特凱恩群島海域，深度3-20公尺，體長可達3.5公分，為熱帶海水魚，棲息在珊瑚礁區，生活習性不明。

## 擴展閱讀
維基物種上的相關：雷氏擬鮗